# أتسكو هاشيموتو
أتسكو هاشيموتو (باليابانية: 橋本有津子؛ بالكانا: はしもと あつこ) هي عازفة الجاز يابانية، ولدت في القرن العشرين في أوساكا في اليابان.

## وصلات خارجية
- أتسكو هاشيموتو على موقع أول ميوزيك (الإنجليزية)

- الموقع الرسمي